# Pohoda
El festival Pohoda es un festival al aire libre que se realiza anualmente en Trenčín, Eslovaquia, desde 1997. Es uno de los más grandes eventos de música en Eslovaquia. Actualmente se lleva a cabo en el Aeropuerto de Trenčín.
El festival cuenta con música alternativa, rock, pop, dance, world music, house, techno, drum and bass, hip hop, y también con teatro, danzas y puestos de literatura.
El actual récord de asistencia es de 33.000 personas por día, en el año 2009.
- Datos: Q124484
- Multimedia: Pohoda festival / Q124484